# Gornhofer Egelsee
Der Gornhofer Egelsee ist ein mit Verordnung vom 14. Februar 1989 durch das Regierungspräsidium Tübingen ausgewiesenes Naturschutzgebiet auf dem Gebiet der baden-württembergischen Stadt Ravensburg im Landkreis Ravensburg.

## Lage und Beschreibung
Das 7,7 Hektar große Naturschutzgebiet Gornhofer Egelsee liegt knapp sechs Kilometer südlich der Ravensburger Innenstadt auf der Gemarkung Eschach zwischen den Ortsteilen Gornhofen und Kemmerlang. Es gehört naturräumlich zum Bodenseebecken. Der See liegt auf einer Höhe von 568 m ü. NN. 
Kernstück des Gebiets ist der namensgebende Egelsee mit seinem breiten Verlandungsbereich aus Schilfröhricht und Großseggenried. Der See ist der Ursprung des Siechenbachs, der das Gebiet zur Schussen entwässert. Der Egelsee ist in der zweiten Hälfte des 20. Jahrhunderts durch Abtorfung eines Moores entstanden, das sich in der ursprünglich abflusslosen, von Moränen umgebenen Senke nach der Würmeiszeit gebildet hat. Der See wurde künstlich aufgestaut und als Fischweiher genutzt.

## Schutzzweck
Wesentlicher Schutzzweck ist laut Schutzgebietsverordnung „die Erhaltung des Gewässers, seines charakteristischen Verlandungsgürtels, der angrenzenden Gehölze und der in das Gewässer entwässernden Wiesen mit der dafür typischen Flora und Fauna als Brut‑ und Rastgebiet gefährdeter und zum Teil vom Aussterben bedrohter Vogelarten sowie als Laichgebiet für verschiedene Amphibienarten.“